# Леда і лебідь (Тінторетто)
«Леда і «»лебідь» — картина Якопо Тінторетто, написана олією на полотні бл. 1550—1560 роки. Сумніви щодо статусу автографа були розвіяні реставраціями 1988 та 1994 років. Мистецтвознавці не дійшли згоди щодо її датування, хоча більшість з них відносять її до 1550-х років, того ж періоду, що і його картина «Марс і Венера, захоплені Вулканом» (Стара пінакотека) та «Йосип і дружина Потіфара» (Національний музей Прадо). «Юдіф і Олоферн» (Прадо) також раніше датували цим десятиліттям, але зараз її статус понизили до студійної роботи.

## Історія
Наприкінці XVIII століття робота перебувала в Орлеанській колекції в Парижі, а потім була придбана в Лондоні герцогом Бріджуотер, потім у 1857 році Полом Нортоном, і, нарешті, в 1895 році була подарована Артуро де Ное Вокером нинішньому власнику — галереї Уффіці у Флоренції. Інша версія з колекції Алессандро Контіні-Бонакоссі також належить Уффіці, з якої пізніше було вирізано слугу — ця версія, ймовірно, стала прототипом для роботи з Орлеанської колекції.
Сумніви щодо авторства були розвіяні реставрацією 1988 року (ретушована в 1994 році), яка заново відкрила її чудові живописні якості. У сховищах Уффіці зберігається ще одна версія роботи (147,5 x 147,5 см), з колекції Алессандро Контіні-Бонакоссі, яка була вирізана в невстановлений час, видаливши служницю, від якої залишився клапоть сукні. Ця версія, чудової живописної якості, також вважається автографом і, ймовірно, була прототипом, нині понівеченого, твору в галереї.
Датування завжди було спірним питанням для критиків, хоча сьогодні переважає думка порівнювати її з міфологічними творами, такими як «Марс і Венера, здивовані Вулканом» в Старій Пінакотеці, або біблійними творами, такими як ті, що зберігаються в Прадо («Йосип і дружина Путіфара» та «Юдіф і Олоферн»).

## Опис і стильзнаходяться
Сцена відбувається в інтер'єрі, де Леда, оголена і напівлежачи, торкається лебедя, що прилітає праворуч, дивлячись при цьому на служницю, яка стоїть ліворуч біля клітки з качкою. На картині також зображені інші тварини, зокрема маленький песик, що кидається до своєї господині, папуга в клітці на задньому плані або кіт, що дивиться на глядача. Вродлива головна героїня носить лише перли у своєму намисті та тонкому волоссі.
Композиція будується на діагональній лінії тіла Леди, підкресленій контрастом червоної завіси за її спиною, яка закриває ліжко з балдахіном, з якого видно лише кут. Цій сильній лінії, що проходить знизу ліворуч догори праворуч, протистоїть лінія сили служниці у протилежному напрямку, утворюючи вишуканий, надзвичайно динамічний візерунок у формі літери «V».
Живописна манера особливо вільна, освітлений раптовими спалахами світла, майстерно зіставлений з темнішими, непрозорими частинами, без використання різких контурних ліній: натомість фігури ніби плавно зливаються з тлом, розділяючи деякі з його світлових відблисків.

## Зовнішні посилання
- La scheda ufficiale di catalogo.